# 瑪氏鏢鱸
瑪氏鏢鱸為輻鰭魚綱鱸形目鱸亞目河鱸科的其中一種，分布於美國北卡羅來納州及南卡羅來納州的Little Peedee河流域，體長可達7.6公分，棲息在植被生長、礫石底質的溪流。